# Quartier Antigone

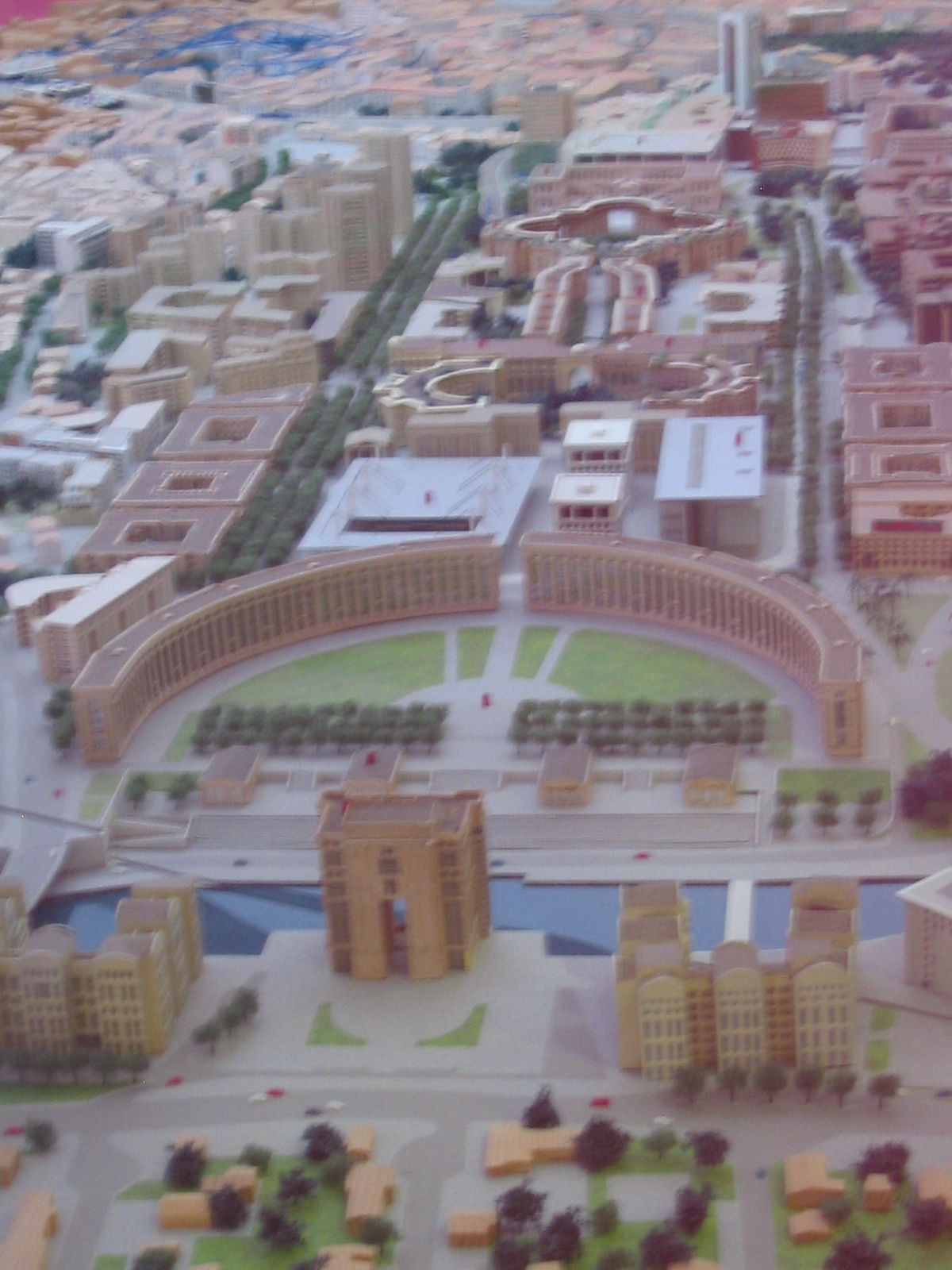
El barri en una maqueta de Montpeller

El quartier Antigone o barri Antígona és un barri de Montpeller. L'arranjament va començar el 1977 amb l'impuls de l'alcalde de la ciutat Georges Frêche. La majoria dels immobles van ser construïts en un estil neo-grec segons el projecte de l'arquitecte català Ricard Bofill, seguint cap a l'est l'eix que estructura la ciutat a l'oest: el passeig Peyrou i l'aqüeducte dels Arceaux.
El barri està situat al sud-est del centre, l'Écusson, a dins del que havia estat el camp de tir de la caserna Joffre, la ciutadella que s'alça just al costat i que ara és seu d'un institut. S'estén des del centre comercial Polygone fins al riu Lez, amb una llargada de 900 metres que es pot veure des de qualsevol punt. Al costat esquerre del riu hi ha l'Hôtel de la Région Languedoc-Roussillon, construït també per Bofill amb un estil proper al del barri.
La reforma del barri es va acabar a principis del 2000 amb tres grans equipaments: la piscina olímpica, la mediateca central Émile Zola i la línia 1 del tramvia.
El barri de l'Antigone va ser la primera gran etapa d'urbanització del sud-est de Montpeller al costat de Lez, que va continuar amb la restructuració del barri de Richter al voltant de la facultat de ciències econòmiques de la Universitat de Montpeller amb el complex comercial i lúdic de l'Odysseum.
Gràcies a aquestes reformes a la vora del Lez molts terrenys no-urbanitzables s'han pogut desenvolupar permetent que la ciutat trobi un nou eix d'expansió, seguint el riu cap al mar.